# دیوید منرس
دیوید منرس (انگلیسی: David Manners؛ ۳۰ آوریل ۱۹۰۰ – ۲۳ دسامبر ۱۹۹۸) هنرپیشه اهل کانادا بود.
از فیلم‌هایی که وی در آن نقش داشته است، می‌توان به شوهر جنگاور و دراکولا اشاره کرد.